# Melaan
De Melaan is een vliet en een gelijknamige straat in Mechelen.

## Vliet
De Melaan bestond uit twee afzonderlijke vlieten. De eerste, de Oude Melaan, kwam uit de Dijle nabij de Winketbrug en splitste zich ter hoogte van de Arme Clarenstraat in twee armen. De ene arm vloeide uit in de Heergracht. De tweede arm splitste zich verderop ook in twee. Een arm vloeide in de Dijle ter hoogte van de Kruidtuin en de tweede vloeide in de Dijle aan de Fonteinbrug. De tweede Melaan, de Nieuwe Melaan, vloeide uit de Dijle aan de Persoonshoek, dwarste de Sint-Katelijnestraat en stroomde achter het aartsbisschoppelijk paleis in de eerste Melaan. Het ging dus in feite niet om een zijrivier, maar om armen van de Dijle.
Deze vliet werd in het begin van de 20e eeuw overwelfd om hygiënische redenen. In de loop van het jaar 2006 werd deze vliet gedeeltelijk weer opengelegd om het water terug te brengen in de stad Mechelen en op 21 maart 2007 werd de vliet plechtig geopend. De straten langs deze vliet, Melaan, Jef Denynplein, Drabstraat en Persoonshoek, kregen zo vanaf 2006 hun historisch karakter terug. Samen met de vliet werd ook de Minderbroedersbrug over de Melaan blootgelegd en in de oorspronkelijke toestand hersteld. Dit gebeurde in het project Water in Historic City Centres.

## Straat
Melaan is ook een straat in het centrum van Mechelen, langs een deel van de loop van de vliet.
De Arme Claren vestigden zich in 1501 in een huis aan de Melaan en in 1514 werd hun kloosterkerk ingewijd. Naast deze kapel van de Arme Klaren werd het Scheppersinstituut gebouwd. Aan de andere kant van de Melaan bevond zich het Minderbroedersklooster dat teruggaat tot 1231. Op de plaats van het voormalige klooster zijn het Stedelijk Muziekconservatorium en het Cultureel Centrum ingericht.